# Anne W. Patterson
Anne Woods Patterson (Fort Smith, 1949) es una diplomática y oficial de carrera del servicio exterior de los Estados Unidos. Se desempeñó como subsecretaria de Estado para Asuntos del Cercano Oriente entre 2013 y 2017. A lo largo de su carrera fue embajadora en El Salvador (1997-2000), Colombia (2000-2003), Pakistán (2007-2010), Egipto (2011-2013) y representante permanente interina ante las Naciones Unidas (2005).

## Biografía

### Primeros años y educación
Asistió a la escuela Hockaday en Dallas (Texas). Realizó una licenciatura en Wellesley College y realizó un posgrado en la Universidad de Carolina del Norte en Chapel Hill durante un año.

### Carrera
Ingresó al servicio exterior en 1973. Se desempeñó como oficial económica y consejera del Departamento de Estado de los Estados Unidos en Arabia Saudita de 1984 a 1988 y luego como consejera política en la misión de los Estados Unidos ante las Naciones Unidas en Ginebra entre 1988 y 1991.
Se desempeñó como directora del Departamento de Estado para los Países Andinos desde 1991 hasta 1993. Fue subsecretaria adjunta para Asuntos Interamericanos desde 1993 hasta 1996.
Fue embajadora de los Estados Unidos en El Salvador de 1997 a 2000, y luego embajadora de los Estados Unidos en Colombia entre 2000 y 2003. Mientras era embajadora, Patterson y el senador estadounidense Paul Wellstone fueron los presuntos objetivos de un ataque con bomba fallido durante una visita oficial a la ciudad de Barrancabermeja. Entre 2003 y 2004, se desempeñó como inspectora general adjunta del Departamento de Estado de los Estados Unidos.
En agosto de 2004, fue nombrado representante permanente adjunta de los Estados Unidos ante las Naciones Unidas. Se convirtió en representante permanente interina después de la renuncia de John Danforth, a partir del 20 de enero de 2005. Una demora prolongada en la confirmación de John Bolton por parte del Senado (que terminó cuando Bolton asumió el cargo el 1 de agosto de 2005, después de un nombramiento en comisión) hizo que Patterson se desempeñara como representante permanente interina más tiempo de lo esperado. Fue presidenta del Consejo de Seguridad de las Naciones Unidas en el mes de noviembre de 2004.
Se convirtió en subsecretaria de Estado para asuntos internacionales de estupefacientes y cumplimiento de la ley el 28 de noviembre de 2005, permaneciendo en el cargo hasta mayo de 2007. El presidente George W. Bush la nombró embajadora en Pakistán, después de que Ryan Crocker dejara ese puesto para convertirse en embajador en Irak. Ocupó el cargo entre julio de 2007 y octubre de 2010.
En mayo de 2011, el presidente Barack Obama la nominó como embajadora en Egipto. El 30 de junio de 2011, el Senado de los Estados Unidos la confirmó unánimemente. Durante las protestas que expulsaron del poder al presidente egipcio Mohamed Morsi el 3 de julio de 2013, los manifestantes destacaron especialmente a Patterson por estar demasiado cerca de Morsi y la Hermandad Musulmana.
Fue considerado para ocupar el cargo de subsecretaria de Defensa para Política bajo James Mattis; sin embargo, fue retirada después de la oposición de Tom Cotton, senador de Arkansas, basándose en la actuación de Patterson como embajadora en Egipto.
Actualmente trabaja en la Comisión de Estrategia de Defensa Nacional para los Estados Unidos y como miembro principal del Kissinger Senior Fellow en el Instituto Jackson de Asuntos Globales de la Universidad de Yale.